# Every Beat of My Heart (singolo Rod Stewart)
Every Beat of My Heart è un singolo del cantautore britannico Rod Stewart, estratto dall'omonimo album del 1986.
Prodotto da Stewart e Kevin Savigar, il brano ha raggiunto la seconda posizione della UK Singles Chart e della Irish Singles Chart, entrando inoltre nella Billboard Hot 100 statunitense (all'83º posto).

## Descrizione
Il testo del brano è incentrato sulle considerazioni di un giacobita contemporaneo "che deve partire | od affrontare morte certa". Da qui segue una riflessione nostalgica sugli affetti lasciati in patria (tra cui: "[...] la ragazza che mi sono lasciato alle spalle | Quanto mi manca ora | Nel mio momento più buio | E il modo in cui le nostre braccia si stringono").
Numerosi sono i riferimenti alla cultura scozzese: dall'espressione "auld lang syne" (traducibile come "i bei tempi andati") al riferimento ai numerosi giacobiti scozzesi che emigrarono verso le Americhe nell'ambito delle Highland Clearances tra il XVIII e XIX secolo.

## Classifiche
| Classifica (1986) | Posizione massima |
| ----------------- | ----------------- |
| Australia         | 26                |
| Austria           | 6                 |
| Belgio (Fiandre)  | 3                 |
| Germania          | 14                |
| Irlanda           | 2                 |
| Italia            | 19                |
| Nuova Zelanda     | 32                |
| Paesi Bassi       | 11                |
| Regno Unito       | 2                 |
| Stati Uniti       | 83                |
| Sudafrica         | 20                |
| Svizzera          | 11                |